# Sudden Impact
Sudden Impact är den fjärde filmen i serien om den hårdföre San Francisco-polisen "Dirty" Harry Callahan. Denna film gjordes 1983 men hade inte svensk premiär förrän den 3 maj 1985 och anses vara den våldsammaste av de fem filmerna.

## Handling
Harry Callahan blir sänd till en lugn liten ort, San Paulo. Allt är dock inte som det först verkar vara. En serie brutala mord skakar det lilla samhället och Harry påbörjar sina egna efterforskningar. Föga anar han att han snart kommer att upptäcka den hemska sanningen.

## Om filmen
Sudden Impact förbjöds först i Sverige av filmcensuren. Filmbolaget Warner Bros klippte då ned filmen själva och lämnade in den för ny granskning, med samma resultat. Vid fjärde inlämningen, efter att ha kortats totalt cirka 15 minuter, fick filmen släppas med 15-årsgräns. Eftersom klippen gjordes av filmbolaget finns inte specifika klippbeskrivningar i filmcensurens (numera Statens Medieråd) register. Filmen finns nu tillgänglig helt oklippt.
Denna film är känd för det klassiska Dirty Harry-citatet: "Go ahead, make my day!"

## Roller i urval
- Clint Eastwood – "Dirty" Harry Callahan
- Sondra Locke – Jennifer Spencer
- Pat Hingle – Jannings
- Bradford Dillman – Briggs
- Paul Drake – Mick
- Audrie Neenan – Ray Parkins
- Jack Thibeau – Kruger
- Michael Currie – Donnelly
- Albert Popwell – Horace King
- Camryn Manheim – flicka i hiss